# Billó
El billó és un aliatge d'argent (o, de vegades, or) amb un contingut elevat de metalls no preciosos com el coure o, fins i tot, estany i zinc. S'ha utilitzat principalment per fer-ne monedes i medalles en èpoques d'escassetat de metalls nobles i de devaluació monetària. El mot billó probablement ve del francès billon, «tronc», que en un principi significava «lingot de metall», augmentatiu de bille, «tronc polit», potser d'origen cèltic. Un altre possible origen és el llatí vulgar billo, en el sentit de «moneda de coure» o, simplement, «moneda». Eren monedes fetes de billó: el patac, el rossell, l'agramuntesa, la bossonalla, el barcelonès, el morlà o la vigatana.
L'ús més extens del billó es va donar entre l'antiga Grècia i l'edat mitjana. Per exemple, durant els segles VI i V aC algunes ciutats de l'illa de Lesbos utilitzaven monedes fetes d'un 60% de coure i un 40% d'argent. A l'època medieval el contingut de plata va anar baixant, fins a només un 25% o un 20%.
En períodes d'inflació, com ara al segle iii a Roma o pels volts del 1620 a l'Imperi Habsburg, les monedes de plata, a causa de la reducció constant i gradual del contingut d'argent, van acabar sent monedes de billó. Els Reis Catòlics van fixar un límit màxim a la quantitat de billó circulant, de manera que van establir un sistema estable que va funcionar pràcticament durant tot el segle xvi. El 1548 Carles I autoritzà una major quantitat de billó i el 1552 reduí el seu contingut de plata de 7 a 5 1/2 grams de llei.
També algunes monedes fraccionàries es van encunyar amb billó des d'un bon començament. Aquest és el cas, per exemple, de les peces de 5, 10 i 20 Rappen (els cèntims del franc suís) emeses entre 1850 i 1877, que eren de billó.
Als Països Catalans són coneguts els rals de billó i els de València i els quaterns, fabricats amb billó.